# Estadio Domingo Santana
El Estadio Domingo Santana es un estadio de béisbol en la ciudad de León, Guanajuato, México. Albergó la Liga Mexicana de Béisbol de 1979 a 1991. Actualmente el estadio es nuevamente la sede de los Bravos de León desde la temporada 2017 de la LMB.
El estadio fue inaugurado el 2 de septiembre de 1973 a las 5 de la tarde por el presidente Luis Echeverría Álvarez y el gobernador del estado Manuel M. Moreno quienes fueron acompañados por Alicia Elena Cardona Gómez, señorita Guanajuato 1973. En el acto inaugural se presentó una exhibición de béisbol.  
El estadio fue la casa de los Cachorros de León y los Bravos de León durante las década de finales de los setenta hasta principios de los noventa, así como de Charros de León este equipo perteneciente a la Liga Central Mexicana en 1975. Además se ha utilizado para eventos municipales, estatales como el Torneo de los Soles, La Liga Brava y la liga Locos por el Béisbol. El escenario también ha albergado conciertos musicales. Durante la temporada de 1990 los Bravos se coronaron campeones por primera y única ocasión en su historia.
El estadio fue remodelado en el 2014 por la administración de la presidenta municipal Bárbara Botello. Las obras consistieron en suministro y colocación de pasto, redes, rehabilitación de la banqueta perimetral externa, pintado de los muros y herrería, colocación de azulejo en vestidores, baños, acceso a tribunas y área de cocina, renovación de vidrios y láminas, lámparas, luminarias del interior y exterior del estadio, accesorios eléctricos, colocación del sistema de riego automatizado para el nuevo césped y protección metálica en dogout de jugadores. El estadio fue reinaugurado con un partido entre los Acereros del Norte y los Rieleros de Aguascalientes.
En su momento el estadio fue utilizado por los Acereros del Norte para la pretemporada en los meses de febrero y marzo, antes del comienzo de la Liga Mexicana de Béisbol.